# Felix Weingartner

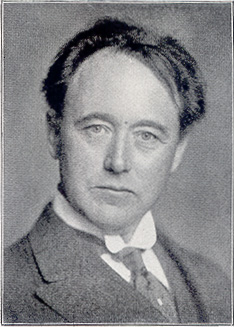
Felix Weingartner

Felix Weingartner, Edler von Münzberg (Zadar, 2 de junho de 1863 – Winterthur, 7 de maio de 1942) foi um maestro, compositor e pianista austríaco.

## Biografia
Weingartner nasceu na cidade dálmata de Zara (atual Zadar), filho de pais austríacos, e se mudou para Graz em 1868.
Foi um dos últimos pupilos de Franz Liszt, de quem recebeu ajuda para produzir sua ópera Sakuntala, muito embora a orquestra de Weimar dos anos 1880, de acordo com Alan Walker, biógrafo de Liszt, já estivesse muito aquém do que houvera sido décadas antes.
Entre 1908 e 1927 foi o principal regente da Orquestra Filarmônica de Viena, uma das melhores do mundo e das mais proeminentes da Áustria.
Além de diversas óperas, Weingartner escreveu sete sinfonias, uma sinfonietta, concertos para violino e para violoncelo, obras orquestrais, pelo menos quatro quartetos de cordas, quintetos para cordas e para piano com clarinete e outras peças.
Seu estilo de composição assemelha-se mais ao do início do Romantismo que de seus desenvolvimentos posteriores, para não dizer nada de modernismo.
Como maestro, Weingartner foi talvez o primeiro a gravar o ciclo completo das sinfonias de Beethoven. Também escreveu livros sobre regência, sobre as sinfonias de Beethoven e sobre a sinfonia desde Beethoven, além de edições de obras de Gluck, Wagner e outros, e uma grande edição de Berlioz (a quem chamou certa vez de "criador da orquestra moderna").
Entre seus estudantes de regência encontram-se Paul Sacher, Georg Tintner e Josef Krips.

## Obras

### Sinfonias
- Sinfonia Nº 1 em Sol, op. 23
- Sinfonia Nº 2 em Mi bemol, op. 29
- Sinfonia Nº 3 em Mi, op. 49 (com órgão)
- Sinfonia Nº 4 em Fá, op. 61
- Sinfonia Nº 5 em Dó menor, op. 71
- Sinfonia Nº 6 em Si menor, op. 74, Em memória a 19 de novembro de 1828 (também conhecida como Trágica. O segundo movimento é baseado nos rascunhos para o movimento de dança/scherzo ou minueto da Sinfonia inacabada de Schubert. A data do apelido da sinfonia refere-se à morte de Schubert)
- Sinfonia Nº 7, Coral, op. 87 (1935-7)

### Óperas
- Sakuntala, op. 9, 1884
- Malakiwa, op. 10, 1886
- Genesius, op. 14, 1892
- Trilogia Orestes, op. 30, 1902
- Kain und Abel, op. 54, 1914
- Dame Kobold, op. 57, 1916 (sobre texto de Calderón de la Barca; a mesma peça inspirou uma abertura de Carl Reinecke e uma ópera de Joachim Raff)
- Die Dorfschule, op. 64, 1920
- Meister Andrea, op. 66, 1920
- Der Apostat, op. 72 (não foi publicada)